# Александър Яковлев (политик)
Вижте пояснителната страница за други личности с името Александър Яковлев.
Александър Николаевич Яковлев е руски политик, дипломат, политолог и историк. В средата на 80-те години на XX век той става член на Политбюро и секретар на Централния комитет на КПСС и играе важна роля при управлението на Михаил Горбачов, като е наричан баща на Перестройката.

## Биография
Яковлев е първото от пет деца, роден е в селско семейство в село Корольово на река Волга, близо до Ярославъл. Има четири сестри, две от които умират в ранна детска възраст. Баща му Николай Алексеевич посещава училище само четири години, майка му Агафия Михайловна работи като бавачка. В детството си Александър страда от скрофулоза. Баща му служи в Червената кавалерия по време на Гражданската война и става първият представител на местния колективен комитет. Когато Александър е на седем години, къщата им изгаря и семейството се премества в близкото селище Красние Ткачи.
Яковлев завършва средно образование дни преди нахлуването на Германия в Съветския съюз през Втората световна война. Мобилизиран е в Червената армия през ноември 1941 година, след кратко обучение е повишен в ранг лейтенант и става командир на взвод във Волховския фронт. На 6 август 1942 година Яковлев повежда 30 чувашки селяни срещу немските позиции във Виняголово, близо до Ленинград, където е тежко ранен. Остава в болница до февруари 1943 година, след което е демобилизиран по болест. Става член на КПСС през 1944 г.
През септември 1945 г. Александър Яковлев продължава своето образование в Ярославския педагогически институт, където изучава история. На 8 септември 1945 г. се жени за Нина Иванова Смировна, същата година завършва института и заминава за Москва, за да постъпи във Висшето партийно училище. През ноември 1946 е назначен за инструктор в Отдела по пропаганда и агитация в Ярославъл, длъжност, която заема година и половина. Малко по-късно започва да изпитва първите си съмнения в режима, като е шокиран от гледката на влакове, пълни с бивши съветски военнопленници, превозвани към трудови лагери. На гарата във Всполие той вижда плачещи жени и тази гледка го смущава дълбоко, споменът за тях никога не го напуска.

## Кариера
Малко след смъртта на Йосиф Сталин през март 1953 година Яковлев е назначен в Централния комитет на партията като инструктор в отдела за училища. През 1956 г. тайната реч на Хрушчов се превръща най-травматичното събитие в ранния московски живот на Яковлев. Слушайки оратора от балкона в Големия Кремълски дворец на 25 февруари 1956 г. по време на XX конгрес на партията, Яковлев губи предишния си ентусиазъм към комунизма и започва да води двоен живот. Иска да се върне към първоначалните източници – Маркс, Енгелс, Ленин, немски философи, френски социалисти и британски икономисти, опитва се да напусне Централния комитет, за да се запише в Академията на социалните науки на Централния комитет. На два пъти му е отказвано, разрешено му е да учи там само две години, в които осъзнава кухостта и неприложимостта на марксизма-ленинизма, неговата нечовечност и прогресивни измами, показани от XX конгрес на партията.
В началото на 1958 г. Александър Яковлев е избран за студентски обмен на Фулбрайт в Колумбийския университет в Съединените щати за една година. От седемнайсет съветски студента, четиринайсет са избрани от Държавна сигурност (КГБ). Яковлев и трима други, всички служители на КГБ, включително Олег Калугин, заминават за Колумбийския университет. Там той изучава интензивно английски език, Франклин Делано Рузвелт и Новата сделка. В края на май 1959 г. съветските посетители са разведени на тридесетдневна обиколка из Съединените щати, по време на която Яковлев отсяда у американски семейства от Вермонт, Чикаго, Айова. Оттогава той започва да обмисля обществено преустройство като съветска версия за „Нов курс“, за спасяване на комунизма, както Рузвелт запазва капитализма. Въпреки това, годината му в Америка не отслабва неговия антиамериканизъм, заради мамонизма и расизма.
Яковлев се връща в Централния комитет, за да работи върху идеологията и пропагандата, издава няколко антиамерикански книги. Защитава дисертация по историография на американска външна политика и през юли 1960 година, получил титлата кандидат на науките. През юли 1965 г. е назначен от Леонид Брежнев за първи заместник-началник на отдел „Пропаганда“ в Централния комитет на КПСС, през август 1968 г. е изпратен в Прага като представител на ЦК на КПСС и става свидетел на влизането на танкове в града. По-късно се изказва срещу отстраняването на Александър Дубчек, а през същата година става част от група, която изготвя проект за нова съветска конституция. Яковлев работи като редактор на няколко партийни публикации и се издига до ключовата позиция на ръководител на отдела по идеология и пропаганда на ЦК на КПСС от 1969 до 1973 г. През януари 1970 г. той отново посещава Съединените щати и се среща с Роналд Рейгън, Хенри Кисинджър и Джейн Фонда, които го предупреждават, че Москва „не оценява пълната опасност от американския милитаризъм“.
През 1972 г. заема смела позиция като публикува в „Литературная газета“ статия, озаглавена „Срещу антиисторизма“, в която критикува руския национализъм в Съветския съюз. В резултат на тази си публикация, той е отстранен от поста си в Централния комитет и е изпратен като посланик в Канада. Там той става близък приятел с канадския министър-председател Пиер Трюдо.
От 16-и до 23 май 1983 година, Яковлев придружава Михаил Горбачов, който по онова време е член на Политбюро и секретар на Централния комитет, по време на обиколката му из Канада. Целта на посещението е да обиколи канадските ферми и селскостопански институции в търсене на полезен опит, който би могъл да се използва и в Съветския съюз. Двамата обаче подновяват по-ранното си приятелство и започват да обсъждат перспективата за либерализация в Съветския съюз.
Две седмици след визата в Канада, благодарение на Горбачов, Яковлев е отзован от Канада от Юрий Андропов и на 16 август 1983 г. става директор на Института за световна икономика и международни отношения на Академията на науките на СССР в Москва (където през 1985 година е наследен от своя приятел Евгений Примаков). Въпреки че е впечатлен от свободната, конкурентна икономика на Канада, особено в селското стопанство, най-слабата част за СССР, и ползите от върховенството на закона, Яковлев публикува под псевдоним книжка, наречена „Беден Дядо Коледа или Полицията – Окото на демокрацията“, в която описва предполагаемите канадските тоталитарни практики. В нея се описва как капитализмът създава „своята санитарна служба – система за репресии, сплашване и терор“, как „промива мозъка на своите граждани“, как САЩ „тиранизират съседката си“, как Канада в действителност е тоталитарна полицейска държава с демократична фасада.

### Перестройка и след това
Когато Горбачов става генерален секретар ЦК на КПСС през 1985 г., Яковлев получава титлата старши съветник, помагайки за формиране на съветската външна политика, като се застъпва за съветската ненамеса в Източна Европа и придружава Горбачов на петте срещи на върха с американския президент. През лятото на 1985 г. отново Яковлев става началник на отдела за пропаганда на ЦК на КПСС., подкрепяйки програмите за реформи, станали известни като гласност и перестройка, и играе ключова роля в провеждането на тези политики.
През 1987 г. руската националистическа организация „Памят“ изпраща писмо, озаглавено „Спрете Яковлев!“, до пленума на Централния комитет, в което определя Яковлев като основен подбудител на действията, довели до „капитулация пред империалистите“.
Десетилетия наред официална политика на Съветския съюз е да отрича съществуването на тайния протокол към германско-съветския Пакт Рибентроп-Молотов от 1939 година. По молба на Михаил Горбачов, Яковлев оглавява комисия, която разследва съществуването на този протокол и през декември 1989 г. стига до заключение, че протоколът съществува. В резултат парламентът приема декларация, признаваща съществуването на тайните протоколи, осъжда ги и ги денонсира.
Яковлев става член на Политбюро през 1987 г., но до 1990 г. продължава да е мишена на атаки на твърди комунисти в партията, противопоставящи се на либерализацията. На XXVIII конгрес на КПСС през юли 1990 г. циничния Александър Лебед предизвика вълнения, когато пита Яковлев: „Александър Николаевич ... Колко лица имате?“ Смутен, Яковлев се консултира с колегите си и продължава работата на конгреса, но след неговото приключване подава оставка от Политбюро. Тъй като комунистите, противопоставящи се на либерализацията, набират сила, позициите му продължават да отслабват, а през май 1991 г. е остро атакуван от бившето си протеже Генадий Зюганов. Напуска партията два дни преди Августовския пуч, след който се присъединява към демократичната опозиция. Той критикува Горбачов, че от наивност е въвел на заговорниците във вътрешния си кръг, казвайки, че Горбачов е „виновен за създаването на екип от предатели. Защо се заобиколи с хора, способни на държавна измяна?“
В книгата си „Вътре в архива на Сталин“ (2008) Джонатан Брент разказва, че „през 1991 г., когато имаше литовски тълпи, демонстриращи за независимост от Съветския съюз, Горбачов се консултира с Яковлев за разумността на въоръжени репресии срещу тях. Горбачов попитал: „Трябва ли да стреляме?“ Яковлев отговорил, че „ако един съветски войник изстреля един куршум върху невъоръжените тълпи, съветската власт ще свърши“. Има обаче куршуми и СССР се разпада седем месеца по-късно“.
В годините след разпадането на Съветския съюз Яковлев пише и изнася подробни лекции по история, политика и икономика. Той действа като лидер на Руската партия на социалдемокрацията, която в средата на 90-те години се слива в Обединени демократи (прореформаторски съюз, който по-късно е реорганизиран в Съюз на десните сили). През 2002 г., изпълнявайки длъжността ръководител на Президентския комитет за реабилитация на жертви на политическа репресия, той присъства при обявяването на издаването на компактдиск, в който са описани подробно имена и кратки биографии на жертвите на съветските чистки. В по-късния си живот той основава и ръководи международна фондация за демокрация. Застъпва се за поемане на отговорност за миналите престъпления на комунизма и е критичен към ограниченията на демокрацията на президента Владимир Путин.
Александър Яковлев умира на 18 октомври 2005 година в Москва.

## Медали и награди
- Орден за заслуги за отечеството, 2-ри клас
- Орден на революцията през октомври
- Ред на Червения банер
- Орден на отечествена война, 1-ви клас
- Ред на Червения банер на труда, три пъти
- Ред на приятелството на народите
- Орден на Червената звезда
- Орден на г-р Серцъс от Radonezh [ru], 3-ти клас (Руска православна църква, 1997)
- Велики офицери кръст на Ордена за заслуги на Федерална република Германия
- Командир на Ордена за заслуги на Република Полша
- Командир на Ордена на литовския велик херцог Гедимини (Литва)
- Рицар Гранд кръст от Ордена на трите звезди (Латвия)
- Велик кръст на Ордена на кръста на Тера Мариана (Естония)
- Яка от Ордена на Освободителя (Венецуела)

## Публикации
- Александър Н. Яковлев и Ейбъл Г. Аганбеган. Перестройка, 1989, Scribner (1989), Търговски записки, ISBN 0-684-19117-2
- Александър Яковлев, СССР решаващи години, твърда корица (1991), ISBN 1-55013-410-8
- Александър Яковлев, преведен от Катрин А. Фицпатрик, Съдбата на марксизма в Русия, Йейл университет прес (1993), твърда корица, ISBN 0-300-05365-7; търговски записки, Източник на светкавици, UK, Ltd. (17 November 2004) ISBN 0-300-10540-1
- Александър Н. Яковлев, предговор от Пол Холандер, преведен от Антъни Остин, Век на насилие в Съветска Русия, Йейл университи прес (2002), твърди корици, ISBN 0-300-10322-0
- А. н. Яковлев, Горькая Ница (горчивата купа), Ярославъл, 1994.
- А. н. Яковлев, сумини (време на тъмнина-осветена. „Здрач“), Москва, 2003, 688 страници, ISBN 5-85646-097-9
- Александър н. Яковлев, изкопаване: Как Русия се освободи от Съветския съюз, срещнете книги (1 декември, 2004), твърд корица, ISBN 1-59403-055-3